# 納杜德沃爾

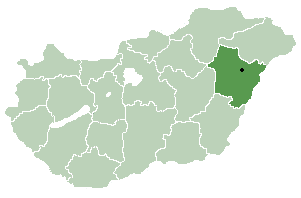

納杜德沃爾是匈牙利的城鎮，位於該國東部，由豪伊杜-比豪爾州負責管轄，面積225.91平方公里，2011年人口8,813，其中約四成居民信奉基督教。
47°25′N 21°10′E / 47.417°N 21.167°E